# Neophaenis meterythra
Neophaenis meterythra là một loài bướm đêm trong họ Noctuidae.